# Wally Herbert
Sir Walter William Herbert zvaný Wally (24. října 1934 York – 12. června 2007 Inverness) byl anglický cestovatel, který jako první člověk v historii překonal pěšky Severní ledový oceán.
Pocházel z rodiny armádního důstojníka, která pobývala v Egyptě a Jižní Africe. Na přání otce se přihlásil na Royal School of Military Survey a pracoval jako geodet, v jedenadvaceti letech odešel s výzkumným týmem do Antarktidy, po vypršení kontraktu cestoval po Americe, pak se vrátil do Antarktidy s novozélandskou výpravou na Beardmoreův ledovec a v roce 1966 podnikl cestu na saních přes Ellesmerův ostrov.
Byl postaven do čela britské transarktické expedice, kterou kromě něj tvořili Ken Hedges, Allan Gill a Fritz Koerner. Čtveřice se čtyřicítkou saňových psů vyrazila 21. února 1968 z Point Barrow na Aljašce, 6. dubna 1969 stanula na severním pólu a 29. května téhož roku dorazila přes zamrzlý oceán na Phippsův ostrov na Špicberkách, odkud ji loď Endurance převezla do vlasti. Herbertův tým urazil 5800 km, přinesl cenné vědecké poznatky o polárních oblastech a byl prvním po Robertu Pearym, kdo dosáhl severního pólu bez použití techniky (možná vůbec prvním, protože Pearyho tvrzení o tom, že stanul až na pólu, bývá pro mnohé nesrovnalosti odborníky zpochybňováno).
V roce 1979 podnikl Herbert spolu s Alanem Gillem neúspěšný pokus obeplout Grónsko na domorodém člunu. Vydal také knihy o historii polárních výprav The Noose of Laurels a The Polar World (s vlastními ilustracemi), pořádal přednášková turné. Obdržel Polární medaili, jeho jméno nese antarktické pohoří Herbert Range, v roce 2000 byl královnou povýšen do šlechtického stavu.